# Comunalismo
Comunalismo è un termine che descrive un'ampia gamma di movimenti e teorie sociali che sono in qualche modo incentrate sulla comunità. Il comunalismo può assumere nella pratica la forma di vita comunitaria o di proprietà comune.

## Definizioni
Viene talvolta detto che il comunalismo metta gli interessi della comunità al di sopra di quelli dell'individuo, ma ciò avviene di norma solo in base al principio che la comunità esiste per il bene degli individui che vi partecipano, quindi il modo migliore di servire gli interessi dell'individuo è attraverso gli interessi della comunità.
Il comunalismo è associato a diverse branche del socialismo, come il comunismo e in particolare il socialismo cristiano o il comunismo primitivo. Il comunalismo però si distingue per vari aspetti dal marxismo, tra i quali la visione spiritualista del mondo, il primato delle comunità sullo Stato, il riconoscere la comunità come cellula fondamentale della società e dell'organizzazione politica invece che il partito, una concezione della società che va oltre quella tipicamente classista del marxismo.

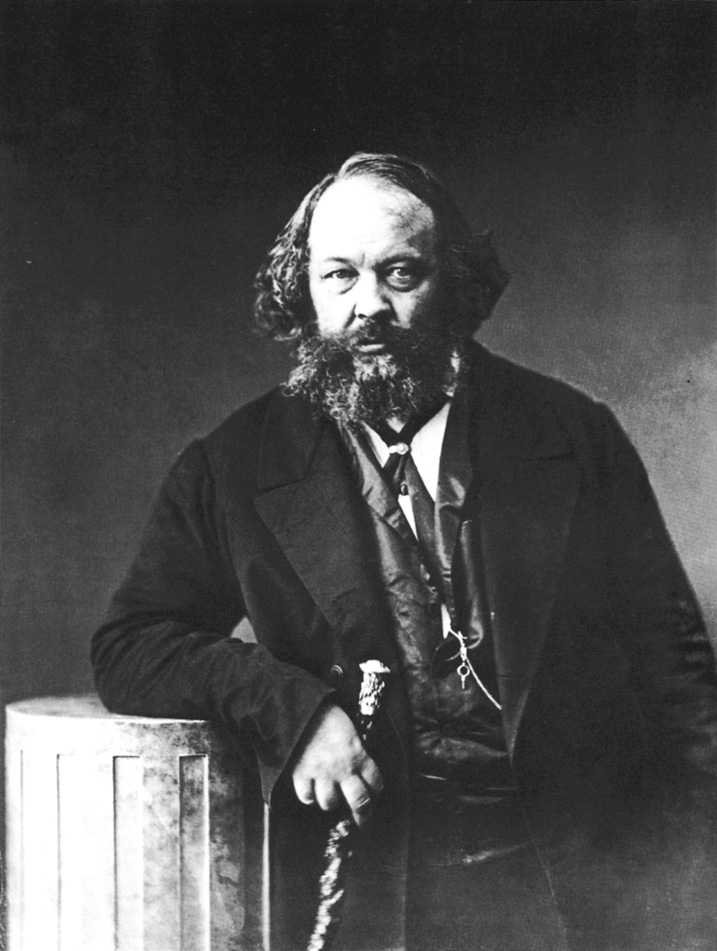
Michail Bakunin

Il comunalismo è un'ideologia socialista che affonda le sue radici nel socialismo utopico di Proudhon e nella corrente anarchica di Bakunin della Prima Internazionale.
(Pierre-Joseph Proudhon, La celebrazione della domenica, considerata in rapporto all'igiene pubblica, alla morale, alle relazioni di famiglia e di società (1839))
Nella Rivoluzione d'ottobre il comunalismo si ritrova nella concezione di democrazia dei soviet, che finirà poi sconfitto nel confronto con l'idea del partito come avanguardia del proletariato di Lenin, e poi cancellato dalla burocratizzazione dell'esperienza sovietica e dallo stalinismo.
Il comunalismo è una tendenza che ritorna continuamente nella storia del Socialismo, fino ad oggi nelle esperienze del neo-zapatismo, del municipalismo libertario, del Socialismo del XXI secolo, delle comuni, dei centri sociali occupati e autogestiti.
(Esercito Zapatista di Liberazione Nazionale)